# Drużyń
Drużyń (prononciation : [ˈdruʐɨn]) est un village polonais de la gmina de Granowo dans le powiat de Grodzisk Wielkopolski de la voïvodie de Grande-Pologne dans le centre-ouest de la Pologne.
Il se situe à environ 4 kilomètres au nord-ouest de Granowo (siège de la gmina), à 10 kilomètres à l'est de Grodzisk Wielkopolski (siège de la gmina et du powiat) et à 33 kilomètres au sud-ouest de Poznań (capitale régionale).

## Histoire
De 1975 à 1998, le village faisait partie du territoire de la voïvodie de Poznań.

Depuis 1999, Drużyń est situé dans la voïvodie de Grande-Pologne.
Le village possède une population de 230 habitants en 2014.